# Stanley-Cup-Playoffs 2002
Die Playoffs um den Stanley Cup des Jahres 2002 begannen am 17. April 2002 und endeten am 13. Juni 2002 mit dem 4:1-Sieg der Detroit Red Wings über die Carolina Hurricanes. Die Red Wings gewannen somit ihren dritten Titel in den letzten sechs Jahren sowie den zehnten Stanley Cup ihrer Franchise-Geschichte. Zudem stellten sie mit ihrem schwedischen Verteidiger Nicklas Lidström den Most Valuable Player der post-season, der damit zum ersten mit der Conn Smythe Trophy ausgezeichneten Europäer wurde. Für die unterlegenen Carolina Hurricanes war es die erste Finalteilnahme. Die Scorerliste führte Peter Forsberg von der Colorado Avalanche an, obwohl er mit seiner Mannschaft bereits im Conference-Finale ausgeschieden war.
Die New York Islanders qualifizierten sich erstmals seit 1994 wieder für die Playoffs, sodass die zu diesem Zeitpunkt fünftlängste Negativserie von sieben verpassten Playoffs in Folge endete. Ferner schied zum ersten Mal seit 1991 kein Team durch einen Sweep (0:4-Niederlage) aus.

## Modus
Nachdem sich aus jeder Conference die drei Divisionssieger sowie die fünf weiteren punktbesten Teams der Conference qualifiziert haben, starten die im K.-o.-System ausgetragenen Playoffs. Dabei trifft der punktbeste Divisionssieger auf das achte und somit punktschlechteste qualifizierte Team, die Nummer 2 dieser Rangliste auf die Nummer 7 usw. Durch diesen Modus ist es möglich, dass eines oder mehrere qualifizierte Teams mehr Punkte als einer der Divisionssieger erzielt haben. Das gleiche Prinzip wird zur Bestimmung der Begegnungen der zweiten Playoff-Runde genutzt.
Jede Conference spielt in der Folge im Conference-Viertelfinale, Conference-Halbfinale und im Conference-Finale ihren Sieger aus, der dann im Finale um den Stanley Cup antritt. Alle Serien jeder Runde werden im Best-of-Seven-Modus ausgespielt, das heißt, dass ein Team vier Siege zum Erreichen der nächsten Runde benötigt. Das höher gesetzte Team hat dabei in den ersten beiden Spielen Heimrecht, die nächsten beiden das gegnerische Team. Sollte bis dahin kein Sieger aus der Runde hervorgegangen sein, wechselt das Heimrecht von Spiel zu Spiel. So hat die höher gesetzte Mannschaft in den Spielen 1, 2, 5 und 7, also vier der maximal sieben Spiele, einen Heimvorteil. Der Sieger der Eastern Conference wird mit der Prince of Wales Trophy ausgezeichnet und der Sieger der Western Conference mit der Clarence S. Campbell Bowl.
Bei Spielen, die nach der regulären Spielzeit von 60 Minuten unentschieden bleiben, folgt die Overtime, die im Gegensatz zur regulären Saison mit fünf Feldspielern gespielt wird. Sie endet durch das erste erzielte Tor (Sudden Death).

## Qualifizierte Teams
| Atlantic Division - (2) Philadelphia Flyers - (5) New York Islanders - (6) New Jersey Devils Northeast Division - (1) Boston Bruins - (4) Toronto Maple Leafs - (7) Ottawa Senators - (8) Canadiens de Montréal Southeast Division - (3) Carolina Hurricanes | Central Division - (1) Detroit Red Wings - (4) St. Louis Blues - (5) Chicago Blackhawks Northwest Division - (2) Colorado Avalanche - (8) Vancouver Canucks Pacific Division - (3) San Jose Sharks - (6) Phoenix Coyotes - (7) Los Angeles Kings |

## Playoff-Baum
|  | Conference-Viertelfinale                              | Conference-Viertelfinale | Conference-Viertelfinale |                    | Conference-Halbfinale | Conference-Halbfinale | Conference-Halbfinale |                     |                   | Conference-Finale | Conference-Finale | Conference-Finale |  |  | Stanley-Cup-Finale | Stanley-Cup-Finale | Stanley-Cup-Finale |
|  |                                                       |                          |                          |                    |                       |                       |                       |                     |                   |                   |                   |                   |  |  |                    |                    |                    |
|  | 1                                                     | Boston Bruins            | 2                        |                    | 3                     | Carolina Hurricanes   | 4                     |                     |                   |                   |                   |                   |  |  |                    |                    |                    |
|  | 8                                                     | Canadiens de Montréal    | 4                        | 8                  | Canadiens de Montréal | 2                     |                       |                     |                   |                   |                   |                   |  |  |                    |                    |                    |
|  |                                                       |                          |                          |                    |                       |                       |                       |                     |                   |                   |                   |                   |  |  |                    |                    |                    |
|  | 2                                                     | Philadelphia Flyers      | 1                        | Eastern Conference | Eastern Conference    | Eastern Conference    |                       |                     |                   |                   |                   |                   |  |  |                    |                    |                    |
|  | 2                                                     | Philadelphia Flyers      | 1                        | Eastern Conference | Eastern Conference    | Eastern Conference    |                       |                     |                   |                   |                   |                   |  |  |                    |                    |                    |
|  | 7                                                     | Ottawa Senators          | 4                        |                    |                       |                       |                       |                     |                   |                   |                   |                   |  |  |                    |                    |                    |
|  | 7                                                     | Ottawa Senators          | 4                        | 3                  | Carolina Hurricanes   | 4                     |                       |                     |                   |                   |                   |                   |  |  |                    |                    |                    |
|  |                                                       |                          |                          | 3                  | Carolina Hurricanes   | 4                     |                       |                     |                   |                   |                   |                   |  |  |                    |                    |                    |
|  |                                                       | 4                        | Toronto Maple Leafs      | 2                  |                       |                       |                       |                     |                   |                   |                   |                   |  |  |                    |                    |                    |
|  | 3                                                     | 4                        | Toronto Maple Leafs      | 2                  | Carolina Hurricanes   | 4                     |                       |                     |                   |                   |                   |                   |  |  |                    |                    |                    |
|  | 3                                                     |                          |                          |                    | Carolina Hurricanes   | 4                     |                       |                     |                   |                   |                   |                   |  |  |                    |                    |                    |
|  | 6                                                     | New Jersey Devils        | 2                        |                    |                       |                       |                       |                     |                   |                   |                   |                   |  |  |                    |                    |                    |
|  | 6                                                     | New Jersey Devils        | 2                        |                    |                       |                       |                       |                     |                   |                   |                   |                   |  |  |                    |                    |                    |
|  |                                                       |                          |                          |                    |                       |                       |                       |                     |                   |                   |                   |                   |  |  |                    |                    |                    |
|  | 4                                                     | Toronto Maple Leafs      | 4                        | 4                  | Toronto Maple Leafs   | 4                     |                       |                     |                   |                   |                   |                   |  |  |                    |                    |                    |
|  | 4                                                     | Toronto Maple Leafs      | 4                        | 4                  | Toronto Maple Leafs   | 4                     |                       |                     |                   |                   |                   |                   |  |  |                    |                    |                    |
|  | 5                                                     | New York Islanders       | 3                        | 7                  | Ottawa Senators       | 3                     |                       |                     |                   |                   |                   |                   |  |  |                    |                    |                    |
|  | 5                                                     | New York Islanders       | 3                        | 7                  | Ottawa Senators       | 3                     | E3                    | Carolina Hurricanes | 1                 |                   |                   |                   |  |  |                    |                    |                    |
|  | (Die Teams werden nach der ersten Runde neu gesetzt.) |                          |                          |                    |                       |                       | E3                    | Carolina Hurricanes | 1                 |                   |                   |                   |  |  |                    |                    |                    |
|  |                                                       | W1                       | Detroit Red Wings        | 4                  |                       |                       |                       |                     |                   |                   |                   |                   |  |  |                    |                    |                    |
|  | 1                                                     | W1                       | Detroit Red Wings        | 4                  | Detroit Red Wings     | 4                     |                       | 1                   | Detroit Red Wings | 4                 |                   |                   |  |  |                    |                    |                    |
|  | 1                                                     |                          |                          |                    | Detroit Red Wings     | 4                     |                       | 1                   | Detroit Red Wings | 4                 |                   |                   |  |  |                    |                    |                    |
|  | 8                                                     | Vancouver Canucks        | 2                        | 4                  | St. Louis Blues       | 1                     |                       |                     |                   |                   |                   |                   |  |  |                    |                    |                    |
|  | 8                                                     | Vancouver Canucks        | 2                        | 4                  | St. Louis Blues       | 1                     |                       |                     |                   |                   |                   |                   |  |  |                    |                    |                    |
|  |                                                       |                          |                          |                    |                       |                       |                       |                     |                   |                   |                   |                   |  |  |                    |                    |                    |
|  | 2                                                     | Colorado Avalanche       | 4                        |                    |                       |                       |                       |                     |                   |                   |                   |                   |  |  |                    |                    |                    |
|  | 2                                                     | Colorado Avalanche       | 4                        |                    |                       |                       |                       |                     |                   |                   |                   |                   |  |  |                    |                    |                    |
|  | 7                                                     | Los Angeles Kings        | 3                        |                    |                       |                       |                       |                     |                   |                   |                   |                   |  |  |                    |                    |                    |
|  | 7                                                     | Los Angeles Kings        | 3                        | 1                  | Detroit Red Wings     | 4                     |                       |                     |                   |                   |                   |                   |  |  |                    |                    |                    |
|  |                                                       |                          |                          | 1                  | Detroit Red Wings     | 4                     |                       |                     |                   |                   |                   |                   |  |  |                    |                    |                    |
|  |                                                       | 2                        | Colorado Avalanche       | 3                  |                       |                       |                       |                     |                   |                   |                   |                   |  |  |                    |                    |                    |
|  | 3                                                     | 2                        | Colorado Avalanche       | 3                  | San Jose Sharks       | 4                     |                       |                     |                   |                   |                   |                   |  |  |                    |                    |                    |
|  | 3                                                     |                          |                          |                    | San Jose Sharks       | 4                     |                       |                     |                   |                   |                   |                   |  |  |                    |                    |                    |
|  | 6                                                     | Phoenix Coyotes          | 1                        | Western Conference | Western Conference    | Western Conference    |                       |                     |                   |                   |                   |                   |  |  |                    |                    |                    |
|  | 6                                                     | Phoenix Coyotes          | 1                        | Western Conference | Western Conference    | Western Conference    |                       |                     |                   |                   |                   |                   |  |  |                    |                    |                    |
|  |                                                       |                          |                          |                    |                       |                       |                       |                     |                   |                   |                   |                   |  |  |                    |                    |                    |
|  | 4                                                     | St. Louis Blues          | 4                        | 2                  | Colorado Avalanche    | 4                     |                       |                     |                   |                   |                   |                   |  |  |                    |                    |                    |
|  | 5                                                     | Chicago Blackhawks       | 1                        | 3                  | San Jose Sharks       | 3                     |                       |                     |                   |                   |                   |                   |  |  |                    |                    |                    |

## Conference-Viertelfinale

### Eastern Conference

#### (1) Boston Bruins – (8) Canadiens de Montréal
| 18. April 2002 19.00 Uhr (Ortszeit) | Boston Bruins Joe Thornton (10:55) Bill Guerin (30:30) | 2:5 (1:1, 1:1, 0:3) Spielbericht Stand: 0:1 | Canadiens de Montréal Saku Koivu (12:55) Doug Gilmour (24:44) Donald Audette (42:18) Donald Audette (50:00) Gino Odjick (57:16) | FleetCenter, Boston, Massachusetts Zuschauer: 17.565 |

| 21. April 2002 19.00 Uhr | Boston Bruins Brian Rolston (2:12) Glen Murray (9:34) Bill Guerin (10:55) Brian Rolston (11:49) P. J. Axelsson (37:42) Joe Thornton (59:26) | 6:4 (4:2, 1:1, 1:1) Spielbericht Stand: 1:1 | Canadiens de Montréal Richard Zedník (14:22) Richard Zedník (17:39) Patrice Brisebois (34:01) Doug Gilmour (55:06) | FleetCenter, Boston, Massachusetts Zuschauer: 17.565 |

| 23. April 2002 19.00 Uhr | Canadiens de Montréal Yanic Perreault (4:54) Donald Audette (47:04) Doug Gilmour (47:54) Saku Koivu (51:59) Joé Juneau (59:59) | 5:3 (1:1, 0:2, 4:0) Spielbericht Stand: 2:1 | Boston Bruins P. J. Axelsson (8:24) Bill Guerin (27:54) Nick Boynton (29:04) | Centre Molson, Montréal, Québec Zuschauer: 21.273 |

| 25. April 2002 19.00 Uhr | Canadiens de Montréal Richard Zedník (34:14) Richard Zedník (47:07) | 2:5 (0:3, 1:1, 1:1) Spielbericht Stand: 2:2 | Boston Bruins P. J. Stock (2:49) Bill Guerin (15:49) Martin Lapointe (17:17) Brian Rolston (35:46) Sergei Samsonow (54:20) | Centre Molson, Montréal, Québec Zuschauer: 21.273 |

| 27. April 2002 13.00 Uhr | Boston Bruins Sergei Samsonow (30:28) | 1:2 (0:2, 1:0, 0:0) Spielbericht Stand: 2:3 | Canadiens de Montréal Bill Lindsay (2:27) Oleg Petrow (15:25) | FleetCenter, Boston, Massachusetts Zuschauer: 17.565 |

| 29. April 2002 19.00 Uhr | Canadiens de Montréal Donald Audette (13:56) Yanic Perreault (40:39) | 2:1 (1:1, 0:0, 1:0) Spielbericht Stand: 4:2 | Boston Bruins Brian Rolston (7:57) | Centre Molson, Montréal, Québec Zuschauer: 21.273 |

#### (2) Philadelphia Flyers – (7) Ottawa Senators
| 17. April 2002 19.00 Uhr (Ortszeit) | Philadelphia Flyers Ruslan Fedotenko (67:47) | 1:0 n. V. (0:0, 0:0, 0:0, 1:0) Spielbericht Stand: 1:0 | Ottawa Senators | First Union Center, Philadelphia, Pennsylvania Zuschauer: 19.420 |

| 20. April 2002 19.00 Uhr | Philadelphia Flyers | 0:3 (0:0, 0:1, 0:2) Spielbericht Stand: 1:1 | Ottawa Senators Daniel Alfredsson (29:32) Mike Fisher (43:53) Jody Hull (55:57) | First Union Center, Philadelphia, Pennsylvania Zuschauer: 19.734 |

| 22. April 2002 19.00 Uhr | Ottawa Senators Radek Bonk (42:04) Marián Hossa (59:05) Daniel Alfredsson (59:50) | 3:0 (0:0, 0:0, 3:0) Spielbericht Stand: 2:1 | Philadelphia Flyers | Corel Centre, Ottawa, Ontario Zuschauer: 18.239 |

| 24. April 2002 19.00 Uhr | Ottawa Senators Wade Redden (19:40) Sami Salo (26:06) Marián Hossa (28:08) | 3:0 (1:0, 2:0, 0:0) Spielbericht Stand: 3:1 | Philadelphia Flyers | Corel Centre, Ottawa, Ontario Zuschauer: 18.500 |

| 26. April 2002 19.00 Uhr | Philadelphia Flyers Dan McGillis (3:53) | 1:2 n. V. (1:1, 0:0, 0:0, 0:1) Spielbericht Stand: 1:4 | Ottawa Senators Daniel Alfredsson (15:16) Martin Havlát (67:33) | First Union Center, Philadelphia, Pennsylvania Zuschauer: 19.639 |

#### (3) Carolina Hurricanes – (6) New Jersey Devils
| 17. April 2002 19.00 Uhr (Ortszeit) | Carolina Hurricanes Rod Brind’Amour (8:21) Erik Cole (9:43) | 2:1 (2:0, 0:0, 0:1) Spielbericht Stand: 1:0 | New Jersey Devils Patrik Eliáš (47:31) | Raleigh Entertainment and Sports Arena, Raleigh, North Carolina Zuschauer: 15.401 |

| 19. April 2002 19.30 Uhr | Carolina Hurricanes Erik Cole (35:05) Bates Battaglia (75:26) | 2:1 n. V. (0:0, 1:1, 0:0, 1:0) Spielbericht Stand: 2:0 | New Jersey Devils Bobby Holík (20:37) | Raleigh Entertainment and Sports Arena, Raleigh, North Carolina Zuschauer: 18.730 |

| 21. April 2002 15.00 Uhr | New Jersey Devils Brian Gionta (7:48) Brian Rafalski (9:25) Bobby Holík (20:58) Brian Rafalski (22:17) | 4:0 (2:0, 2:0, 0:0) Spielbericht Stand: 1:2 | Carolina Hurricanes | Continental Airlines Arena, East Rutherford, New Jersey Zuschauer: 17.004 |

| 23. April 2002 19.00 Uhr | New Jersey Devils Bobby Holík (1:16) Brian Gionta (17:31) Brian Rafalski (46:23) | 3:1 (2:0, 0:0, 1:1) Spielbericht Stand: 2:2 | Carolina Hurricanes Aaron Ward (57:23) | Continental Airlines Arena, East Rutherford, New Jersey Zuschauer: 17.057 |

| 24. April 2002 19.00 Uhr | Carolina Hurricanes Martin Gélinas (33:44) Jeff O’Neill (58:31) Josef Vašíček (68:16) | 3:2 n. V. (0:0, 1:1, 1:1, 1:0) Spielbericht Stand: 3:2 | New Jersey Devils Bobby Holík (31:30) Patrik Eliáš (51:46) | Raleigh Entertainment and Sports Arena, Raleigh, North Carolina Zuschauer: 18.336 |

| 27. April 2002 13.00 Uhr | New Jersey Devils | 0:1 (0:0, 0:1, 0:0) Spielbericht Stand: 2:4 | Carolina Hurricanes Ron Francis (30:29) | Continental Airlines Arena, East Rutherford, New Jersey Zuschauer: 17.104 |

#### (4) Toronto Maple Leafs – (5) New York Islanders
| 18. April 2002 19.00 Uhr (Ortszeit) | Toronto Maple Leafs Darcy Tucker (44:03) Tie Domi (48:39) Mats Sundin (59:20) | 3:1 (0:1, 0:0, 3:0) Spielbericht Stand: 1:0 | New York Islanders Kenny Jönsson (5:57) | Air Canada Centre, Toronto, Ontario Zuschauer: 19.438 |

| 20. April 2002 15.00 Uhr | Toronto Maple Leafs Alyn McCauley (43:10) Tomáš Kaberle (59:53) | 2:0 (0:0, 0:0, 2:0) Spielbericht Stand: 2:0 | New York Islanders | Air Canada Centre, Toronto, Ontario Zuschauer: 19.434 |

| 23. April 2002 19.00 Uhr | New York Islanders Mark Parrish (14:34) Brad Isbister (26:01) Michael Peca (33:33) Mark Parrish (39:19) Shawn Bates (44:07) Dave Scatchard (44:21) | 6:1 (1:1, 3:0, 2:0) Spielbericht Stand: 1:2 | Toronto Maple Leafs Alexander Mogilny (7:32) | Nassau Veterans Memorial Coliseum, Uniondale, New York Zuschauer: 16.234 |

| 24. April 2002 19.00 Uhr | New York Islanders Alexei Jaschin (10:30) Kip Miller (53:16) Roman Hamrlík (54:56) Shawn Bates (57:30) | 4:3 (1:1, 0:1, 3:1) Spielbericht Stand: 2:2 | Toronto Maple Leafs Alexander Mogilny (19:44) Tomáš Kaberle (39:19) Shayne Corson (56:34) | Nassau Veterans Memorial Coliseum, Uniondale, New York Zuschauer: 16.234 |

| 26. April 2002 19.00 Uhr | Toronto Maple Leafs Garry Valk (6:29) Jonas Höglund (9:34) Bryan McCabe (27:05) Bryan McCabe (34:30) Darcy Tucker (37:18) Jonas Höglund (51:05) | 6:3 (2:1, 3:1, 1:1) Spielbericht Stand: 3:2 | New York Islanders Kip Miller (19:48) Trent Hunter (36:39) Adrian Aucoin (53:51) | Air Canada Centre, Toronto, Ontario Zuschauer: 19.458 |

| 28. April 2002 20.00 Uhr | New York Islanders Mariusz Czerkawski (5:07) Alexei Jaschin (13:26) Adrian Aucoin (21:35) Kip Miller (43:11) Mariusz Czerkawski (43:49) | 5:3 (2:2, 1:0, 2:1) Spielbericht Stand: 3:3 | Toronto Maple Leafs Wade Belak (14:23) Jonas Höglund (16:42) Gary Roberts (46:41) | Nassau Veterans Memorial Coliseum, Uniondale, New York Zuschauer: 16.234 |

| 30. April 2002 19.00 Uhr | Toronto Maple Leafs Gary Roberts (13:27) Alexander Mogilny (22:37) Travis Green (33:48) Alexander Mogilny (59:20) | 4:2 (1:1, 2:0, 1:1) Spielbericht Stand: 4:3 | New York Islanders Alexei Jaschin (3:41) Kip Miller (44:23) | Air Canada Centre, Toronto, Ontario Zuschauer: 19.519 |

### Western Conference

#### (1) Detroit Red Wings – (8) Vancouver Canucks
| 17. April 2002 19.00 Uhr (Ortszeit) | Detroit Red Wings Luc Robitaille (17:51) Sergei Fjodorow (28:23) Igor Larionow (41:55) | 3:4 n. V. (1:0, 1:2, 1:1, 0:1) Spielbericht Stand: 0:1 | Vancouver Canucks Todd Warriner (20:21) Andrew Cassels (33:11) Trevor Linden (50:47) Henrik Sedin (73:59) | Joe Louis Arena, Detroit, Michigan Zuschauer: 20.058 |

| 19. April 2002 19.00 Uhr | Detroit Red Wings Nicklas Lidström (30:30) Steve Yzerman (50:33) | 2:5 (0:1, 1:2, 1:2) Spielbericht Stand: 0:2 | Vancouver Canucks Todd Bertuzzi (10:14) Andrew Cassels (27:08) Scott Lachance (33:13) Markus Näslund (58:08) Matt Cooke (58:49) | Joe Louis Arena, Detroit, Michigan Zuschauer: 20.058 |

| 21. April 2002 19.00 Uhr | Vancouver Canucks Todd Bertuzzi (24:38) | 1:3 (0:1, 1:1, 0:1) Spielbericht Stand: 2:1 | Detroit Red Wings Steve Yzerman (10:41) Nicklas Lidström (39:35) Brendan Shanahan (43:18) | General Motors Place, Vancouver, British Columbia Zuschauer: 18.422 |

| 23. April 2002 19.30 Uhr | Vancouver Canucks Mattias Öhlund (29:50) Matt Cooke (39:28) | 2:4 (0:2, 2:0, 0:2) Spielbericht Stand: 2:2 | Detroit Red Wings Jiří Fischer (3:22) Chris Chelios (10:12) Steve Yzerman (40:56) Kris Draper (59:07) | General Motors Place, Vancouver, British Columbia Zuschauer: 18.422 |

| 25. April 2002 19.00 Uhr | Detroit Red Wings Tomas Holmström (4:02) Mathieu Dandenault (13:35) Boyd Devereaux (15:32) Sergei Fjodorow (18:31) | 4:0 (4:0, 0:0, 0:0) Spielbericht Stand: 3:2 | Vancouver Canucks | Joe Louis Arena, Detroit, Michigan Zuschauer: 20.058 |

| 27. April 2002 16.00 Uhr | Vancouver Canucks Ed Jovanovski (8:12) Henrik Sedin (8:56) Henrik Sedin (46:55) Matt Cooke (57:02) | 4:6 (2:2, 0:3, 2:1) Spielbericht Stand: 2:4 | Detroit Red Wings Tomas Holmström (1:05) Igor Larionow (4:23) Nicklas Lidström (26:40) Brett Hull (27:10) Brett Hull (37:39) Brett Hull (53:42) | General Motors Place, Vancouver, British Columbia Zuschauer: 18.422 |

#### (2) Colorado Avalanche – (7) Los Angeles Kings
| 18. April 2002 20.00 Uhr (Ortszeit) | Colorado Avalanche Alex Tanguay (19:51) Steven Reinprecht (24:22) Joe Sakic (41:06) Greg de Vries (54:26) | 4:3 (1:0, 1:2, 2:1) Spielbericht Stand: 1:0 | Los Angeles Kings Bryan Smolinski (30:52) Žigmund Pálffy (34:20) Žigmund Pálffy (43:25) | Pepsi Center, Denver, Colorado Zuschauer: 18.007 |

| 20. April 2002 13.00 Uhr | Colorado Avalanche Joe Sakic (7:01) Joe Sakic (15:37) Peter Forsberg (31:05) Steven Reinprecht (36:45) Chris Drury (48:45) | 5:3 (2:2, 2:1, 1:0) Spielbericht Stand: 2:0 | Los Angeles Kings Adam Deadmarsh (7:23) Mikko Eloranta (13:13) Jason Allison (28:43) | Pepsi Center, Denver, Colorado Zuschauer: 18.007 |

| 22. April 2002 19.00 Uhr | Los Angeles Kings Žigmund Pálffy (0:19) Jason Allison (20:43) Žigmund Pálffy (28:29) | 3:1 (1:1, 2:0, 0:0) Spielbericht Stand: 1:2 | Colorado Avalanche Brad Larsen (6:01) | Staples Center, Los Angeles, Kalifornien Zuschauer: 18.519 |

| 23. April 2002 19.00 Uhr | Los Angeles Kings | 0:1 (0:0, 0:1, 0:0) Spielbericht Stand: 1:3 | Colorado Avalanche Steven Reinprecht (25:57) | Staples Center, Los Angeles, Kalifornien Zuschauer: 18.700 |

| 25. April 2002 19.30 Uhr | Colorado Avalanche | 0:1 n. V. (0:0, 0:0, 0:0, 0:1) Spielbericht Stand: 3:2 | Los Angeles Kings Craig Johnson (62:19) | Pepsi Center, Denver, Colorado Zuschauer: 18.007 |

| 27. April 2002 15.00 Uhr | Los Angeles Kings Jason Allison (1:21) Brad Chartrand (6:44) Bryan Smolinski (26:19) | 3:1 (2:0, 1:1, 0:0) Spielbericht Stand: 3:3 | Colorado Avalanche Riku Hahl (29:37) | Staples Center, Los Angeles, Kalifornien Zuschauer: 18.449 |

| 29. April 2002 19.30 Uhr | Colorado Avalanche Chris Drury (25:08) Alex Tanguay (26:02) Steven Reinprecht (37:32) Adam Foote (56:47) | 4:0 (0:0, 3:0, 1:0) Spielbericht Stand: 4:3 | Los Angeles Kings | Pepsi Center, Denver, Colorado Zuschauer: 18.007 |

#### (3) San Jose Sharks – (6) Phoenix Coyotes
| 17. April 2002 19.00 Uhr (Ortszeit) | San Jose Sharks Vincent Damphousse (6:48) Patrick Marleau (25:02) | 2:1 (1:0, 1:1, 0:0) Spielbericht Stand: 1:0 | Phoenix Coyotes Daniel Brière (22:53) | Compaq Center at San Jose, San José, Kalifornien Zuschauer: 17.496 |

| 20. April 2002 12.00 Uhr | San Jose Sharks Marco Sturm (54:19) | 1:3 (0:0, 0:1, 1:2) Spielbericht Stand: 1:1 | Phoenix Coyotes Daymond Langkow (25:31) Daniel Brière (41:39) Shane Doan (54:59) | Compaq Center at San Jose, San José, Kalifornien Zuschauer: 17.496 |

| 22. April 2002 19.00 Uhr | Phoenix Coyotes Shane Doan (1:06) | 1:4 (1:0, 0:2, 0:2) Spielbericht Stand: 1:2 | San Jose Sharks Patrick Marleau (23:40) Adam Graves (25:38) Scott Thornton (47:20) Mike Ricci (47:43) | America West Arena, Phoenix, Arizona Zuschauer: 16.210 |

| 24. April 2002 19.00 Uhr | Phoenix Coyotes Radoslav Suchý (29:27) | 1:2 (0:2, 1:0, 0:0) Spielbericht Stand: 1:3 | San Jose Sharks Mike Rathje (12:23) Mike Ricci (14:39) | America West Arena, Phoenix, Arizona Zuschauer: 16.210 |

| 26. April 2002 19.00 Uhr | San Jose Sharks Patrick Marleau (30:24) Adam Graves (33:24) Vincent Damphousse (45:20) Marco Sturm (55:24) | 4:1 (0:0, 2:1, 2:0) Spielbericht Stand: 4:1 | Phoenix Coyotes Mike Johnson (39:45) | Compaq Center at San Jose, San José, Kalifornien Zuschauer: 17.496 |

#### (4) St. Louis Blues – (5) Chicago Blackhawks
| 18. April 2002 18.00 Uhr (Ortszeit) | St. Louis Blues Pavol Demitra (21:34) | 1:2 (0:0, 1:1, 0:1) Spielbericht Stand: 0:1 | Chicago Blackhawks Kyle Calder (22:42) Alexander Karpowzew (56:50) | Savvis Center, St. Louis, Missouri Zuschauer: 18.807 |

| 20. April 2002 14.00 Uhr | St. Louis Blues Doug Weight (2:53) Scott Mellanby (52:48) | 2:0 (1:0, 0:0, 1:0) Spielbericht Stand: 1:1 | Chicago Blackhawks | Savvis Center, St. Louis, Missouri Zuschauer: 19.143 |

| 21. April 2002 18.00 Uhr | Chicago Blackhawks | 0:4 (0:2, 0:2, 0:0) Spielbericht Stand: 1:2 | St. Louis Blues Jamal Mayers (1:48) Scott Mellanby (13:26) Pavol Demitra (21:03) Scott Young (39:10) | United Center, Chicago, Illinois Zuschauer: 20.532 |

| 23. April 2002 19.00 Uhr | Chicago Blackhawks | 0:1 (0:0, 0:1, 0:0) Spielbericht Stand: 1:3 | St. Louis Blues Pavol Demitra (38:43) | United Center, Chicago, Illinois Zuschauer: 18.019 |

| 25. April 2002 18.00 Uhr | St. Louis Blues Scott Mellanby (19:43) Scott Young (34:21) Chris Pronger (39:57) Jamal Mayers (46:23) Keith Tkachuk (55:56) | 5:3 (1:0, 2:3, 2:0) Spielbericht Stand: 4:1 | Chicago Blackhawks Steve Thomas (24:34) Kyle Calder (32:43) Steve Sullivan (33:03) | Savvis Center, St. Louis, Missouri Zuschauer: 19.999 |

## Conference-Halbfinale

### Eastern Conference

#### (3) Carolina Hurricanes – (8) Canadiens de Montréal
| 3. Mai 2002 19.00 Uhr (Ortszeit) | Carolina Hurricanes Ron Francis (43:49) Erik Cole (57:42) | 2:0 (0:0, 0:0, 2:0) Spielbericht Stand: 1:0 | Canadiens de Montréal | Raleigh Entertainment and Sports Arena, Raleigh, North Carolina Zuschauer: 18.809 |

| 5. Mai 2002 19.30 Uhr | Carolina Hurricanes Rod Brind’Amour (39:53) | 1:4 (0:2, 1:1, 0:1) Spielbericht Stand: 1:1 | Canadiens de Montréal Saku Koivu (7:25) Andrei Markow (16:51) Doug Gilmour (21:03) Bill Lindsay (58:49) | Raleigh Entertainment and Sports Arena, Raleigh, North Carolina Zuschauer: 18.730 |

| 7. Mai 2002 19.00 Uhr | Canadiens de Montréal Saku Koivu (29:03) Donald Audette (62:26) | 2:1 n. V. (0:0, 1:0, 0:1, 1:0) Spielbericht Stand: 2:1 | Carolina Hurricanes Bates Battaglia (43:24) | Centre Molson, Montréal, Québec Zuschauer: 21.273 |

| 9. Mai 2002 19.00 Uhr | Canadiens de Montréal Andreas Dackell (10:56) Yanic Perreault (11:54) Sergei Beresin (30:55) | 3:4 n. V. (2:0, 1:0, 0:3, 0:1) Spielbericht Stand: 2:2 | Carolina Hurricanes Sean Hill (43:57) Bates Battaglia (52:43) Erik Cole (59:19) Niclas Wallin (63:14) | Centre Molson, Montréal, Québec Zuschauer: 21.273 |

| 12. Mai 2002 14.00 Uhr | Carolina Hurricanes Martin Gélinas (3:17) Rod Brind’Amour (22:13) Ron Francis (43:40) Tommy Westlund (51:18) Bates Battaglia (56:13) | 5:1 (1:0, 1:0, 3:1) Spielbericht Stand: 3:2 | Canadiens de Montréal Karl Dykhuis (54:32) | Raleigh Entertainment and Sports Arena, Raleigh, North Carolina Zuschauer: 18.853 |

| 13. Mai 2002 19.00 Uhr | Canadiens de Montréal Stéphane Quintal (19:49) Donald Audette (45:44) | 2:8 (1:5, 0:3, 1:0) Spielbericht Stand: 2:4 | Carolina Hurricanes Erik Cole (0:25) Erik Cole (3:33) Sean Hill (7:55) Josef Vašíček (15:58) Kevyn Adams (18:15) Bates Battaglia (25:57) Sean Hill (32:17) Jeff O’Neill (39:52) | Centre Molson, Montréal, Québec Zuschauer: 21.273 |

#### (4) Toronto Maple Leafs – (7) Ottawa Senators
| 2. Mai 2002 19.00 Uhr (Ortszeit) | Toronto Maple Leafs | 0:5 (0:3, 0:2, 0:0) Spielbericht Stand: 0:1 | Ottawa Senators Martin Havlát (7:44) Radek Bonk (9:04) Shane Hnidy (11:44) Todd White (21:42) Daniel Alfredsson (30:39) | Air Canada Centre, Toronto, Ontario Zuschauer: 19.406 |

| 4. Mai 2002 19.00 Uhr | Toronto Maple Leafs Travis Green (4:46) Darcy Tucker (8:20) Gary Roberts (104:30) | 3:2 n. V. (2:0, 0:1, 0:1, 0:0, 0:0, 1:0) Spielbericht Stand: 1:1 | Ottawa Senators Sami Salo (27:52) Mike Fisher (42:49) | Air Canada Centre, Toronto, Ontario Zuschauer: 19.454 |

| 6. Mai 2002 19.00 Uhr | Ottawa Senators Magnus Arvedson (26:49) Magnus Arvedson (50:14) Daniel Alfredsson (56:25) | 3:2 (0:0, 1:0, 2:2) Spielbericht Stand: 2:1 | Toronto Maple Leafs Gary Roberts (56:44) Travis Green (59:26) | Corel Centre, Ottawa, Ontario Zuschauer: 18.500 |

| 8. Mai 2002 19.00 Uhr | Ottawa Senators Wade Redden (22:15) | 1:2 (0:0, 1:2, 0:0) Spielbericht Stand: 2:2 | Toronto Maple Leafs Alyn McCauley (26:17) Alyn McCauley (37:17) | Corel Centre, Ottawa, Ontario Zuschauer: 18.500 |

| 10. Mai 2002 19.00 Uhr | Toronto Maple Leafs Gary Roberts (19:42) Alyn McCauley (52:34) | 2:4 (1:1, 0:1, 1:2) Spielbericht Stand: 2:3 | Ottawa Senators Wade Redden (7:22) Marián Hossa (27:13) Daniel Alfredsson (57:59) Radek Bonk (59:25) | Air Canada Centre, Toronto, Ontario Zuschauer: 19.499 |

| 12. Mai 2002 19.00 Uhr | Ottawa Senators Marián Hossa (1:05) Daniel Alfredsson (4:39) Todd White (39:35) | 3:4 (2:2, 1:1, 0:1) Spielbericht Stand: 3:3 | Toronto Maple Leafs Bryan McCabe (13:01) Gary Roberts (17:20) Gary Roberts (33:09) Alexander Mogilny (44:28) | Corel Centre, Ottawa, Ontario Zuschauer: 18.500 |

| 14. Mai 2002 19.00 Uhr | Toronto Maple Leafs Alexander Mogilny (31:49) Alexander Mogilny (45:14) Bryan McCabe (54:04) | 3:0 (0:0, 1:0, 2:0) Spielbericht Stand: 4:3 | Ottawa Senators | Air Canada Centre, Toronto, Ontario Zuschauer: 19.551 |

### Western Conference

#### (1) Detroit Red Wings – (4) St. Louis Blues
| 2. Mai 2002 19.00 Uhr (Ortszeit) | Detroit Red Wings Pawel Dazjuk (7:40) Brett Hull (39:04) | 2:0 (1:0, 1:0, 0:0) Spielbericht Stand: 1:0 | St. Louis Blues | Joe Louis Arena, Detroit, Michigan Zuschauer: 20.058 |

| 4. Mai 2002 13.00 Uhr | Detroit Red Wings Steve Yzerman (2:46) Brett Hull (18:28) Luc Robitaille (31:53) | 3:2 (2:0, 1:0, 0:2) Spielbericht Stand: 2:0 | St. Louis Blues Scott Mellanby (40:47) Scott Mellanby (59:19) | Joe Louis Arena, Detroit, Michigan Zuschauer: 20.058 |

| 7. Mai 2002 19.00 Uhr | St. Louis Blues Keith Tkachuk (5:41) Scott Mellanby (19:03) Keith Tkachuk (37:22) Keith Tkachuk (41:53) Pavol Demitra (49:26) Jamal Mayers (55:08) | 6:1 (2:1, 1:0, 3:0) Spielbericht Stand: 1:2 | Detroit Red Wings Pawel Dazjuk (6:08) | Savvis Center, St. Louis, Missouri Zuschauer: 19.107 |

| 9. Mai 2002 19.00 Uhr | St. Louis Blues Scott Young (4:24) Scott Mellanby (57:06) Keith Tkachuk (58:30) | 3:4 (1:2, 0:1, 2:1) Spielbericht Stand: 1:3 | Detroit Red Wings Brendan Shanahan (13:33) Jiří Fischer (16:05) Tomas Holmström (22:35) Steve Yzerman (43:03) | Savvis Center, St. Louis, Missouri Zuschauer: 19.999 |

| 11. Mai 2002 15.00 Uhr | Detroit Red Wings Jiří Fischer (24:42) Tomas Holmström (29:57) Brendan Shanahan (56:57) Brendan Shanahan (59:18) | 4:0 (0:0, 2:0, 2:0) Spielbericht Stand: 4:1 | St. Louis Blues | Joe Louis Arena, Detroit, Michigan Zuschauer: 20.058 |

#### (2) Colorado Avalanche – (3) San Jose Sharks
| 1. Mai 2002 20.00 Uhr (Ortszeit) | Colorado Avalanche Chris Drury (34:33) Greg de Vries (37:57) Peter Forsberg (56:33) | 3:6 (0:2, 2:1, 1:3) Spielbericht Stand: 0:1 | San Jose Sharks Mike Ricci (6:13) Teemu Selänne (10:35) Teemu Selänne (31:28) Patrick Marleau (52:34) Scott Thornton (55:20) Bryan Marchment (59:54) | Pepsi Center, Denver, Colorado Zuschauer: 18.007 |

| 4. Mai 2002 16.00 Uhr | Colorado Avalanche Rob Blake (8:54) Rob Blake (21:38) Peter Forsberg (28:36) Joe Sakic (30:19) Greg de Vries (33:50) Milan Hejduk (50:21) Éric Messier (51:59) Dan Hinote (52:11) | 8:2 (1:0, 4:1, 3:1) Spielbericht Stand: 1:1 | San Jose Sharks Patrick Marleau (35:09) Stéphane Matteau (43:30) | Pepsi Center, Denver, Colorado Zuschauer: 18.007 |

| 6. Mai 2002 19.00 Uhr | San Jose Sharks Scott Thornton (14:40) Owen Nolan (23:20) Adam Graves (25:36) Teemu Selänne (43:31) Patrick Marleau (53:26) Owen Nolan (59:44) | 6:4 (1:1, 2:3, 3:0) Spielbericht Stand: 2:1 | Colorado Avalanche Rob Blake (0:59) Rob Blake (28:56) Alex Tanguay (35:49) Peter Forsberg (38:49) | Compaq Center at San Jose, San José, Kalifornien Zuschauer: 17.496 |

| 8. Mai 2002 19.00 Uhr | San Jose Sharks Teemu Selänne (20:29) | 1:4 (0:2, 1:0, 0:2) Spielbericht Stand: 2:2 | Colorado Avalanche Rob Blake (5:26) Joe Sakic (12:36) Joe Sakic (42:45) Milan Hejduk (58:58) | Compaq Center at San Jose, San José, Kalifornien Zuschauer: 17.496 |

| 11. Mai 2002 13.00 Uhr | Colorado Avalanche Peter Forsberg (33:40) Mike Keane (34:57) Niklas Sundström (35:38) | 3:5 (0:0, 3:2, 0:3) Spielbericht Stand: 2:3 | San Jose Sharks Marco Sturm (32:07) Joe Sakic (38:05) Mike Ricci (45:59) Teemu Selänne (49:04) Owen Nolan (59:57) | Pepsi Center, Denver, Colorado Zuschauer: 18.007 |

| 13. Mai 2002 19.30 Uhr | San Jose Sharks Marcus Ragnarsson (35:17) | 1:2 n. V. (0:0, 1:1, 0:0, 0:1) Spielbericht Stand: 3:3 | Colorado Avalanche Steven Reinprecht (35:41) Peter Forsberg (62:47) | Compaq Center at San Jose, San José, Kalifornien Zuschauer: 17.496 |

| 15. Mai 2002 19.30 Uhr | Colorado Avalanche Peter Forsberg (37:50) | 1:0 (0:0, 1:0, 0:0) Spielbericht Stand: 4:3 | San Jose Sharks | Pepsi Center, Denver, Colorado Zuschauer: 18.007 |

## Conference-Finale

### Eastern Conference

#### (3) Carolina Hurricanes – (4) Toronto Maple Leafs
| 16. Mai 2002 19.00 Uhr (Ortszeit) | Carolina Hurricanes Jeff O’Neill (3:23) | 1:2 (1:1, 0:1, 0:0) Spielbericht Stand: 0:1 | Toronto Maple Leafs Alexander Mogilny (7:02) Jonas Höglund (32:45) | Raleigh Entertainment and Sports Arena, Raleigh, North Carolina Zuschauer: 18.730 |

| 19. Mai 2002 16.00 Uhr | Carolina Hurricanes Bret Hedican (47:31) Niclas Wallin (73:42) | 2:1 n. V. (0:0, 0:0, 1:1, 1:0) Spielbericht Stand: 1:1 | Toronto Maple Leafs Alyn McCauley (59:52) | Raleigh Entertainment and Sports Arena, Raleigh, North Carolina Zuschauer: 18.924 |

| 21. Mai 2002 19.00 Uhr | Toronto Maple Leafs Bryan McCabe (39:26) | 1:2 n. V. (0:1, 1:0, 0:0, 0:1) Spielbericht Stand: 1:2 | Carolina Hurricanes Ron Francis (5:15) Jeff O’Neill (66:01) | Air Canada Centre, Toronto, Ontario Zuschauer: 19.293 |

| 23. Mai 2002 19.00 Uhr | Toronto Maple Leafs | 0:3 (0:1, 0:0, 0:2) Spielbericht Stand: 1:3 | Carolina Hurricanes Jaroslav Svoboda (19:32) Sami Kapanen (51:41) Ron Francis (57:35) | Air Canada Centre, Toronto, Ontario Zuschauer: 19.299 |

| 25. Mai 2002 19.00 Uhr | Carolina Hurricanes | 0:1 (0:1, 0:0, 0:0) Spielbericht Stand: 3:2 | Toronto Maple Leafs Darcy Tucker (18:32) | Raleigh Entertainment and Sports Arena, Raleigh, North Carolina Zuschauer: 19.016 |

| 28. Mai 2002 19.00 Uhr | Toronto Maple Leafs Mats Sundin (59:38) | 1:2 n. V. (0:0, 0:0, 1:1, 0:1) Spielbericht Stand: 2:4 | Carolina Hurricanes Jeff O’Neill (49:36) Martin Gélinas (68:05) | Air Canada Centre, Toronto, Ontario Zuschauer: 19.327 |

### Western Conference

#### (1) Detroit Red Wings – (2) Colorado Avalanche
| 18. Mai 2002 15.00 Uhr (Ortszeit) | Detroit Red Wings Tomas Holmström (18:48) Brett Hull (36:29) Darren McCarty (41:18) Darren McCarty (52:44) Darren McCarty (55:55) | 5:3 (1:1, 1:1, 3:1) Spielbericht Stand: 1:0 | Colorado Avalanche Joe Sakic (2:48) Milan Hejduk (33:36) Alex Tanguay (58:00) | Joe Louis Arena, Detroit, Michigan Zuschauer: 20.058 |

| 20. Mai 2002 19.00 Uhr | Detroit Red Wings Boyd Devereaux (9:37) Kirk Maltby (34:08) Nicklas Lidström (53:25) | 3:4 n. V. (1:1, 1:1, 1:1, 0:1) Spielbericht Stand: 1:1 | Colorado Avalanche Alex Tanguay (2:59) Peter Forsberg (27:33) Greg de Vries (45:26) Chris Drury (62:17) | Joe Louis Arena, Detroit, Michigan Zuschauer: 20.058 |

| 22. Mai 2002 18.00 Uhr | Colorado Avalanche Rob Blake (15:54) | 1:2 n. V. (1:0, 0:0, 0:1, 0:1) Spielbericht Stand: 1:2 | Detroit Red Wings Luc Robitaille (45:20) Fredrik Olausson (72:44) | Pepsi Center, Denver, Colorado Zuschauer: 18.007 |

| 25. Mai 2002 13.00 Uhr | Colorado Avalanche Steven Reinprecht (7:50) Joe Sakic (40:45) Chris Drury (56:43) | 3:2 (1:0, 0:1, 2:1) Spielbericht Stand: 2:2 | Detroit Red Wings Sergei Fjodorow (26:20) Brett Hull (59:57) | Pepsi Center, Denver, Colorado Zuschauer: 18.007 |

| 27. Mai 2002 19.00 Uhr | Detroit Red Wings Steve Yzerman (40:54) | 1:2 n. V. (0:1, 0:0, 1:0, 0:1) Spielbericht Stand: 2:3 | Colorado Avalanche Steven Reinprecht (17:11) Peter Forsberg (66:24) | Joe Louis Arena, Detroit, Michigan Zuschauer: 20.058 |

| 29. Mai 2002 18.00 Uhr | Colorado Avalanche | 0:2 (0:1, 0:1, 0:0) Spielbericht Stand: 3:3 | Detroit Red Wings Brendan Shanahan (19:21) Darren McCarty (33:27) | Pepsi Center, Denver, Colorado Zuschauer: 18.007 |

| 31. Mai 2002 19.00 Uhr | Detroit Red Wings Tomas Holmström (1:57) Sergei Fjodorow (3:17) Luc Robitaille (10:25) Tomas Holmström (12:51) Brett Hull (24:41) Fredrik Olausson (26:28) Pawel Dazjuk (56:09) | 7:0 (4:0, 2:0, 1:0) Spielbericht Stand: 4:3 | Colorado Avalanche | Joe Louis Arena, Detroit, Michigan Zuschauer: 20.058 |

## Stanley-Cup-Finale

### (W1) Detroit Red Wings – (E3) Carolina Hurricanes
| 4. Juni 2002 20.00 Uhr (Ortszeit) | Detroit Red Wings Sergei Fjodorow (15:21) Kirk Maltby (30:39) | 2:3 n. V. (1:0, 1:2, 0:0, 0:1) Spielbericht Stand: 0:1 | Carolina Hurricanes Sean Hill (23:30) Jeff O’Neill (39:10) Ron Francis (60:58) | Joe Louis Arena, Detroit, Michigan Zuschauer: 20.058 |

| 6. Juni 2002 20.00 Uhr | Detroit Red Wings Kirk Maltby (6:33) Nicklas Lidström (54:52) Kris Draper (55:05) | 3:1 (1:1, 0:0, 2:0) Spielbericht Stand: 1:1 | Carolina Hurricanes Rod Brind’Amour (14:47) | Joe Louis Arena, Detroit, Michigan Zuschauer: 20.058 |

| 8. Juni 2002 20.00 Uhr | Carolina Hurricanes Josef Vašíček (14:49) Jeff O’Neill (47:34) | 2:3 n. V. (1:0, 0:1, 1:1, 0:0, 0:0, 0:1) Spielbericht Stand: 1:2 | Detroit Red Wings Igor Larionow (25:33) Brett Hull (58:46) Igor Larionow (114:47) | Raleigh Entertainment and Sports Arena, Raleigh, North Carolina Zuschauer: 18.982 |

| 10. Juni 2002 20.00 Uhr | Carolina Hurricanes | 0:3 (0:0, 0:1, 0:2) Spielbericht Stand: 1:3 | Detroit Red Wings Brett Hull (26:32) Igor Larionow (43:43) Brendan Shanahan (54:43) | Raleigh Entertainment and Sports Arena, Raleigh, North Carolina Zuschauer: 18.986 |

| 13. Juni 2002 20.00 Uhr | Detroit Red Wings Tomas Holmström (24:07) Brendan Shanahan (34:04) Brendan Shanahan (59:15) | 3:1 (0:0, 2:1, 1:0) Spielbericht Stand: 4:1 | Carolina Hurricanes Jeff O’Neill (38:50) | Joe Louis Arena, Detroit, Michigan Zuschauer: 20.058 |

### Stanley-Cup-Sieger
Der Stanley-Cup-Sieger Detroit Red Wings ließ traditionell insgesamt 52 Personen, davon 22 Spieler sowie einige Funktionäre, darunter der Trainerstab und das Management, auf den Sockel der Trophäe eingravieren. Für Kritik sorgte es, dass man 30 Funktionäre, darunter als Minderheitsbesitzer die sieben Kinder von Besitzer Mike Ilitch berücksichtigte. Unter den Funktionären waren auch die Assistenztrainer Dave Lewis und Barry Smith sowie Video Koordinator Joe Kocur. Unter den sieben Scouts waren auch Mark Howe. Für die Spieler gilt dabei, dass sie entweder 41 Partien für die Mannschaft in der regulären Saison bestritten haben sollten oder eine Partie in der Finalserie. Dabei gibt es aber auch immer wieder Ausnahmeregelungen. Aufgrund der hohen Zahl an berücksichtigten Funktionären verzichtete man auf Maxim Kusnezow (39 Spiele), Sean Avery (36 Spiele) und Uwe Krupp, der wegen einer Verletzung nur 8 Spiele in der regulären Saison und zwei Playoff-Spiele bestritten hatte.
Die 22 Spieler Detroits setzen sich aus zwei Torhütern, sechs Verteidigern und 14 Angreifern zusammen. Nur im Kader der Red Wings 1998 standen zuvor schon einmal neun Europäer. Manny Legace wurde versehentlich als Legece eingraviert, der Fehler allerdings behoben.
| Stanley-Cup-Sieger Detroit Red Wings | Torhüter: Dominik Hašek, Manny Legace Verteidiger: Chris Chelios, Mathieu Dandenault, Steve Duchesne, Jiří Fischer, Nicklas Lidström, Fredrik Olausson, Jiří Šlégr Angreifer: Pawel Dazjuk, Boyd Devereaux, Kris Draper, Sergei Fjodorow, Tomas Holmström, Brett Hull, Igor Larionow, Kirk Maltby, Darren McCarty, Luc Robitaille, Brendan Shanahan, Jason Williams, Steve Yzerman (C) Cheftrainer: Scotty Bowman General Manager: Ken Holland |

## Beste Scorer
Abkürzungen: GP = Spiele, G = Tore, A = Assists, Pts = Punkte, +/− = Plus/Minus, PIM = Strafminuten; Fett: Bestwert
| Spieler          | Team     | GP | G  | A  | Pts | +/− | PIM |
| ---------------- | -------- | -- | -- | -- | --- | --- | --- |
| Peter Forsberg   | Colorado | 20 | 9  | 18 | 27  | +8  | 20  |
| Steve Yzerman    | Detroit  | 23 | 6  | 17 | 23  | +4  | 10  |
| Joe Sakic        | Colorado | 21 | 9  | 10 | 19  | −2  | 4   |
| Brendan Shanahan | Detroit  | 23 | 8  | 11 | 19  | +5  | 20  |
| Gary Roberts     | Toronto  | 19 | 7  | 12 | 19  | +6  | 56  |
| Sergei Fjodorow  | Detroit  | 23 | 5  | 14 | 19  | +4  | 20  |
| Brett Hull       | Detroit  | 23 | 10 | 8  | 18  | +1  | 4   |
| Ron Francis      | Carolina | 23 | 6  | 10 | 16  | −2  | 6   |
| Nicklas Lidström | Detroit  | 23 | 5  | 11 | 16  | +6  | 2   |
| Alyn McCauley    | Toronto  | 20 | 5  | 10 | 15  | +3  | 4   |

Den besten Wert in der Plus/Minus-Statistik erreichte Chris Chelios von den Detroit Red Wings mit +15.

## Beste Torhüter
Die kombinierte Tabelle zeigt die jeweils drei besten Torhüter in den Kategorien Gegentorschnitt und Fangquote sowie die jeweils Führenden in den Kategorien Shutouts und Siege.
Abkürzungen: GP = Spiele, Min = Eiszeit (in Minuten), W = Siege, L = Niederlagen, GA = Gegentore, SO = Shutouts, Sv% = gehaltene Schüsse (in %), GAA = Gegentorschnitt; Fett: Bestwert; Sortiert nach Gegentorschnitt.
Erfasst werden nur Torhüter mit 180 absolvierten Spielminuten.
| Spieler        | Team       | GP | Min     | W  | L | GA | SO | Sv%  | GAA  |
| -------------- | ---------- | -- | ------- | -- | - | -- | -- | ---- | ---- |
| Patrick Lalime | Ottawa     | 12 | 777:44  | 7  | 5 | 18 | 4  | 94,6 | 1,39 |
| Martin Brodeur | New Jersey | 6  | 381:08  | 2  | 4 | 9  | 1  | 93,8 | 1,42 |
| Kevin Weekes   | Carolina   | 8  | 407:34  | 3  | 2 | 11 | 2  | 93,9 | 1,62 |
| Dominik Hašek  | Detroit    | 23 | 1454:42 | 16 | 7 | 45 | 6  | 92,0 | 1,86 |